# SMK
El SMK fue un prototipo de tanque pesado desarrollado por la Unión Soviética en el periodo de entreguerras. Fue nombrado en honor a Sergey Kirov, un destacado miembro del Partido Comunista asesinado en 1934. Fue descubierto y clasificado por la inteligencia alemana como T-35C; esto llevó a la mala interpretación de que el T-35 participó en la guerra ruso-finlandesa. Solo se construyó un único ejemplar ya que durante su participación en combate mostró los inconvenientes de su peso y tamaño en competencia con el tanque KV en su breve uso en la guerra con Finlandia por lo que el proyecto se abandonó.

## Diseño y desarrollo
El SMK fue uno de los diseños que compitieron para reemplazar el poco eficiente y costoso tanque pesado multitorreta T-35. Un equipo bajo la dirección del ingeniero jefe Josef Kotin en la Planta Kirovski (anteriormente Putilov) de Leningrado diseñó el tanque. Entró en competencia con la variante de torreta única KV-1 (Kliment Voroshílov).
El proyecto se inició ante la necesidad del Ejército Rojo de reemplazar el viejo tanque T-35 de cinco torretas y basándose en la experiencia obtenida en combate durante la Guerra Civil Española. Una de las lecciones que el Ejército Rojo extrajo de este conflicto fue la necesidad de usar un blindaje más grueso en sus tanques medios y pesados. Aunque el T-35 nunca se usó en España, su delgado blindaje era vulnerable a los pequeños cañones antitanques remolcados y otras armas usadas contra los tanques soviéticos T-26 y BT; las especificaciones solicitaban que el tanque pudiese soportar impactos de proyectiles de 45 mm desde cualquier distancia y proyectiles de 75 mm a 1.200 m. El diseño elaborado en 1938 era todavía un diseño de múltiples torretas como el T-35, pero su número se redujo a sólo dos y se utilizó una suspensión de barra de torsión de vía ancha en lugar de una de resorte.
El diseño final del SMK pesaba 55 t y tenía dos torretas, una en la zona central del casco como torreta principal y la delantera como torreta secundaria. La torreta principal se montó más arriba que la secundaria con un cañón L-11 de 76,2 mm, mientras que la más pequeña tenía un cañón M1932 (20-K) de 45 mm. Estaba propulsado por un motor marino GAM-34BT modificado, con una potencia de 850 hp. La suspensión del tanque era por barra de torsión  para mejorar la suavidad sobre otros diseños de suspensión. El grosor del blindaje oscilaba entre los 20 mm y 60 mm.
Las reuniones en 1938 redujeron el número de torretas en la especificación y Kotin y su asistente A. Yermolayev diseñaron de forma independiente una versión del SMK de una sola torreta que recibió la aprobación de Stalin en 1939 y el nombre KV. Se encargó la producción de dos prototipos.

## Historial de servicio
El SMK, y los dos prototipos KV-1 y T-100 fueron sometidos a pruebas antes de ser probados operativamente en combate durante la Guerra de Invierno. Los vehículos formaron una compañía del 91.º Batallón de Tanques de la 20.ª Brigada de tanques pesados. La unidad estaba bajo el mando del hijo del Comisario de Defensa. Su primera actuación tuvo lugar durante la llamada Batalla de Summa. Después de ser inmovilizado por una mina, el SMK tuvo que ser abandonado y no fue recuperado hasta pasados 2 meses. El diseño KV demostró ser superior en ambos ensayos en Finlandia y por consiguiente, fue aceptado.

## Blindaje
| Ubicación          | Frontal                                                          | Lateral        | Posterior                                                   | Techo/piso                                |
| ------------------ | ---------------------------------------------------------------- | -------------- | ----------------------------------------------------------- | ----------------------------------------- |
| Casco              | 60 mm a 45° (morro) 40 mm a 15° (glacis) 60 mm a 55° (conductor) | 60 mm a 75-90° | 60 mm redondeado (inferior) 60 mm a 60° 20 mm a 15° (motor) | 20–30 mm plano (piso) 20 mm plano (techo) |
| Torreta principal  | 60 mm a 75° inclinado y redondeado                               | 60 mm a 75°    | 60 mm a 80°                                                 | 20 mm a 0-15°                             |
| Torreta secundaria | 60 mm a 75° inclinado y redondeado                               | 60 mm a 75°    | 60 mm a 80°                                                 | 20 mm plano hasta un ángulo de 15°        |